# Пятнистый сверчок
Пятнистый сверчок (лат. Locustella lanceolata) — вид певчих птиц из семейства сверчковых (Locustellidae).

## Описание
Пятнистый сверчок длиной 11,5—12,5 см и весом 13—15 г. Шея и хвост короткие. Окрас оперения коричневый с пятнами чёрного цвета сверху и чёрными пестринами снизу тела. Половой диморфизм не выражен.

## Распространение
Область гнездования простирается от северо-востока Европы через северо-азиатскую тайгу до японского острова Хоккайдо. Номинативная форма Locustella lanceolata lanceolata обитает от северо-востока Европы до Камчатки. Подвид L. l. hendersoni распространён от Сахалина до Японии. Вид перелётный. Регионы зимовки охватывают территорию от Юго-Восточной Азии до запада Явы и Бангладеш. Перелёт начинается в середине августа. Возвращение происходит в период с середины мая до начала июня. 
Пятнистый сверчок живет в густых кустарниковых зарослях и на лугах у воды. В местах зимовки птицы встречаются также на рисовых полях.

## Питание
Питается насекомыми и их личинками, скрытно передвигаясь в траве и в глубине листвы.

## Размножение

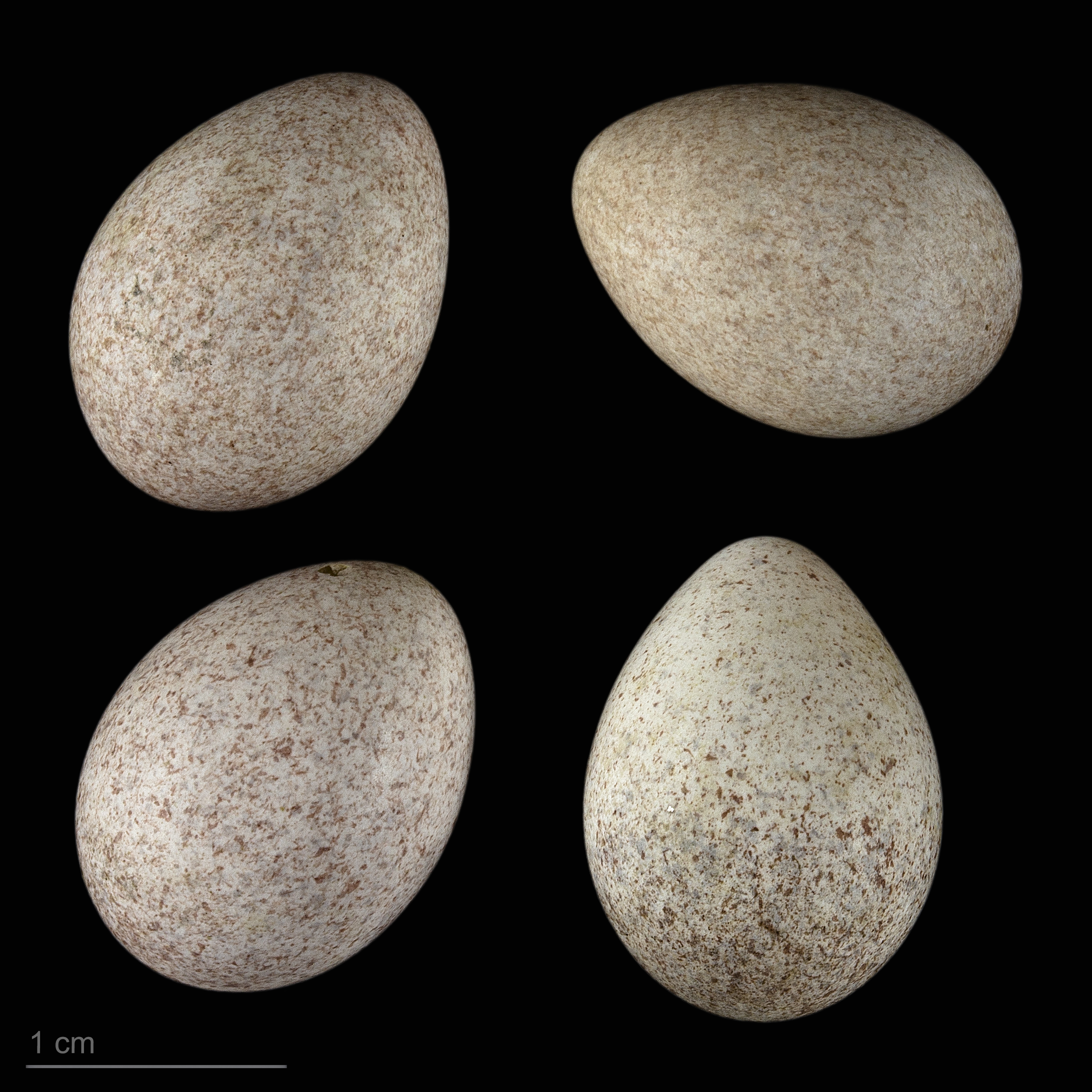
яйцо Locustella lanceolata - Тулузский музеум

Чашеобразное гнездо строит на земле у основания стеблей высокой и густой травы. В кладке 4—6 белых яиц, покрытых серыми и красноватыми пятнами.